# Pré-en-Pail
Pré-en-Pail är en kommun i departementet Mayenne i regionen Pays de la Loire i nordvästra Frankrike. Kommunen ligger i kantonen Pré-en-Pail som tillhör arrondissementet Mayenne. År 2018 hade Pré-en-Pail 1 888 invånare.

## Befolkningsutveckling
Antalet invånare i kommunen Pré-en-Pail
| Referens: INSEE |